# 피코트

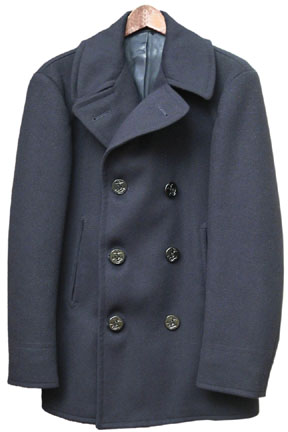
미해군의P코트

피코트(Pea coat, 또는 pea jacket, pilot jacket)는 외투의 종류이다.

## 개요
더블 브레스티드로 길이가 짧은 스포티한 코트이다. 19세기 영국 해군의 선원용 코트로 사용되었으며, 앞섶이 좌우 어느쪽이나 여밀 수 있게 되어 있다. 큰 리퍼 칼라가 붙어 있는 것은 배 위에서 부는 바람 때문이며, 양쪽 옆주머니 위에 머프 포켓이 달린 것도 특징이다.

## 같이 보기
- 체스터필드 코트
- 트렌치코트